# Giải vô địch bóng đá U-16 châu Á 1992

## Các đội tham dự
- Bahrain
- Bangladesh
- Trung Quốc
- CHDCND Triều Tiên
- Qatar
- Ả Rập Xê Út (chủ nhà)
- Thái Lan
- UAE

## Vòng bảng
Tất cả các trận đấu diễn ra tại Ả Rập Xê Út, tháng 9 năm 1992
| Vị trí | Đội               | ST | T | H | B | BT | BB | HS  | Đ |
| ------ | ----------------- | -- | - | - | - | -- | -- | --- | - |
| 1      | CHDCND Triều Tiên | 3  | 2 | 1 | 0 | 5  | 0  | +5  | 5 |
| 2      | Ả Rập Xê Út       | 3  | 1 | 2 | 0 | 4  | 0  | +4  | 4 |
| 3      | Bahrain           | 3  | 1 | 1 | 1 | 6  | 4  | +2  | 3 |
| 4      | Bangladesh        | 3  | 0 | 0 | 3 | 2  | 13 | -11 | 0 |

| Bahrain | 0 – 0 | Ả Rập Xê Út |
| ------- | ----- | ----------- |
|         |       |             |

| CHDCND Triều Tiên | 3 – 0 | Bangladesh |
| ----------------- | ----- | ---------- |
|                   |       |            |

| Bangladesh | 2 – 6 | Bahrain |
| ---------- | ----- | ------- |
|            |       |         |

| CHDCND Triều Tiên | 0 – 0 | Ả Rập Xê Út |
| ----------------- | ----- | ----------- |
|                   |       |             |

| Bahrain | 0 – 2 | CHDCND Triều Tiên |
| ------- | ----- | ----------------- |
|         |       |                   |

| Ả Rập Xê Út | 4 – 0 | Bangladesh |
| ----------- | ----- | ---------- |
|             |       |            |

### Bảng B
| Vị trí | Đội        | ST | T | H | B | BT | BB | HS | Đ |
| ------ | ---------- | -- | - | - | - | -- | -- | -- | - |
| 1      | Trung Quốc | 3  | 2 | 1 | 0 | 3  | 1  | +2 | 5 |
| 2      | Qatar      | 3  | 2 | 0 | 1 | 5  | 3  | +2 | 4 |
| 3      | Thái Lan   | 3  | 1 | 0 | 2 | 3  | 5  | -2 | 2 |
| 4      | UAE        | 3  | 0 | 1 | 2 | 3  | 5  | -2 | 1 |

| Thái Lan | 0 – 1 | Trung Quốc  |
| -------- | ----- | ----------- |
|          |       | Li Xiaopeng |

| UAE | 1 – 2 | Qatar |
| --- | ----- | ----- |
|     |       |       |

| Trung Quốc  | 1 – 0 | Qatar |
| ----------- | ----- | ----- |
| Li Xiaopeng |       |       |

| Thái Lan | 2 – 1 | UAE |
| -------- | ----- | --- |
|          |       |     |

| Qatar | 3 – 1 | Thái Lan |
| ----- | ----- | -------- |
|       |       |          |

| UAE | 1 – 1 | Trung Quốc   |
| --- | ----- | ------------ |
|     |       | Qu Shengqing |

## Vòng loại trực tiếp

### Bán kết
| Trung Quốc                         | 4 – 1 | Ả Rập Xê Út |
| ---------------------------------- | ----- | ----------- |
| Yu Genwei · Xu Zheng · Song Yuming |       |             |

| CHDCND Triều Tiên | 1 – 2 | Qatar |
| ----------------- | ----- | ----- |
|                   |       |       |

### Tranh hạng ba
| Ả Rập Xê Út | 2 – 1 | CHDCND Triều Tiên |
| ----------- | ----- | ----------------- |
|             |       |                   |

### Chung kết
| Trung Quốc            | 2 – 2 (a.e.t.) | Qatar |
| --------------------- | -------------- | ----- |
| Pang Li · Li Xiaopeng |                |       |
| Loạt sút luân lưu     |                |       |
|                       | 8 – 7          |       |

## Vô địch
| Giải vô địch bóng đá U-16 châu Á 1992 |
| ------------------------------------- |
| · Trung Quốc · Lần đầu tiên           |

## Tham dựGiải vô địch bóng đá U-17 thế giới 1993
- Trung Quốc
- Nhật Bản (chủ nhà)
- Qatar